# Bruce Gordon (südafrikanischer Schauspieler)
Bruce Gordon (* in Johannesburg) war ein südafrikanischer Schauspieler britischer Abstammung der Stummfilm-Ära, der zwischen 1918 und 1937 aktiv war.

## Karriere
Gordon wurde im südafrikanischen Johannesburg geboren.
Im Filmjahr 1919 spielte er in dem britischen Schwarzweiß-Stummfilm The First Men in the Moon an der Seite von Heather Thatcher, bei dem J. L. V. Leigh Regie führte. Bei der Filmadaption von H. G. Wells’ gleichnamigem Roman Die ersten Menschen auf dem Mond handelt es sich um den ersten Science-Fiction-Film in voller Länge. Der 50 Minuten umfassende Film von Gaumont-British nach einem Drehbuch von R. Byron Webber gilt als verschollen und befindet sich auf der „75 most-wanted lost films“-Liste des British Film Institute.
1923 schrieb er das Drehbuch zu The Catechist of Kil-Arni und 1929 führte er bei dem Kurzfilm Hobgoblins Regie. Weitere bekannte Filme, an denen er mitwirkte, waren The Timber Queen (1922), The Fortieth Door (1924), The Danger Zone (1925) und The Isle of Sunken Gold (1927).
In dem frühen Hammer-Film The Mystery of the Mary Celeste (Phantom Ship) war er 1935 an der Seite von Bela Lugosi zu sehen.

## Filmografie (Auswahl)

### Schauspieler
- 1918: Democracy
- 1919: All Men Are Liars
- 1919: After Many Days
- 1919: The First Men in the Moon
- 1919: A Little Child Shall Lead Them
- 1920: Fate’s Plaything
- 1920: Das Haus der läutenden Glocke (The House of the Tolling Bell)
- 1920: The Forbidden Valley
- 1921: The Burglars Bold (Kurzfilm)
- 1921: Pinning It On (Kurzfilm)
- 1921: Oh, Promise Me (Kurzfilm)
- 1921: Prince Pistachio (Kurzfilm)
- 1921: Paint and Powder (Kurzfilm)
- 1921: Hurry West (Kurzfilm)
- 1921: A Private Scandal
- 1921: Bring Him In
- 1922: The Timber Queen
- 1922: The Love Gambler
- 1923: Ruth of the Range
- 1923: Let’s Go
- 1923: Kentucky Days
- 1924: Judgment of the Storm
- 1924: The Fortieth Door
- 1924: Western Luck
- 1924: Maud Muller (Kurzfilm)
- 1924: The Fatal Mistake
- 1924: The Courageous Coward
- 1924: Tainted Money
- 1924: Robes of Sin
- 1925: Midnight Molly
- 1925: Gold and the Girl
- 1925: Sky’s the Limit
- 1925: Smooth as Satin
- 1925: Brand of Cowardice
- 1925: Don X
- 1925: Three Wise Crooks
- 1925: Webs of Steel
- 1925: Der Untergang der roten Rasse (The Vanishing American)
- 1925: No Man’s Law
- 1925: The Danger Zone
- 1925: Stampedin’ Trouble
- 1926: Transcontinental Limited
- 1926: Beyond the Rockies
- 1926: Lawless Trails
- 1926: The Speed Limit
- 1926: The Escape
- 1926: Born to the West
- 1926: The Dangerous Dude
- 1926: Bucking the Truth
- 1926: Dumb Romeo (Kurzfilm)
- 1926: Moran of the Mounted
- 1926: Ahead of the Law
- 1926: The Dude Cowboy
- 1926: The Unknown Cavalier
- 1926: Pals in Paradise
- 1926: Stick to Your Story
- 1926: Man of the Forest
- 1927: The Sonora Kid
- 1927: Blazing Days
- 1927: The Outlaw Dog
- 1927: Hands Off
- 1927: The Poor Nut
- 1927: The Isle of Sunken Gold
- 1927: Desert Dust
- 1928: Under the Tonto Rim
- 1928: Anybody Here Seen Kelly?
- 1928: Riff und Raff in der Unterwelt (Partners in Crime)
- 1928: The Tiger’s Shadow
- 1929: The Clean-Up
- 1929: The Fire Detective
- 1929: The Lady from the Sea
- 1935: The Mystery of the Mary Celeste
- 1937: Der Elefantenjunge
- 1937: Song of the Forge

### Regisseur
- 1929: Hobgoblins (Kurzfilm)